# کایلی جنر
کایلی کریسن جِنِر (انگلیسی: Kylie Krisen Jenner؛ زادهٔ ۱۰ اوت ۱۹۹۷) شخصیت رسانه‌ای، بازرگان و مدل آمریکایی است. او از سال ۲۰۰۷ تا ۲۰۲۱ در مجموعه تلویزیونی واقعیت‌نمای پابه‌پای خانواده کارداشیان در شبکهٔ ئی! ایفای نقش کرده است. او صاحب کمپانی لوازم آرایشی کایلی کازمتیکس است. او پنجمین شخص دارندهٔ بیشترین تعداد دنبال‌کننده (فالوئر) در اینستاگرام است.
جنرِ ۱۴ ساله در ۲۰۱۲، با برند لباس PacSun همکاری کرد و به همراه خواهرش کندال، خط تولید لباس کندال و کایلی را پایه‌گذاری کرد. در سال ۲۰۱۵، او خط تولید لوازم آرایشی خود به نام کایلی لیپ کیتز را راه‌اندازی کرد که در سال بعد به «کایلی کازمتیکس» تغییر نام داد. جنر در مجموعه اسپین‌آف خود به نام زندگی کایلی بازی کرد که در سال ۲۰۱۷ به نمایش درآمد.
جنر از میانهٔ دهه ۲۰۱۰ شخصیتی تأثیرگذار در فرهنگ عامه بوده است. در سال‌های ۲۰۱۴ و ۲۰۱۵، مجله تایم خواهران جنر را به دلیل تأثیر قابل توجه‌شان بر جوانان در شبکه‌های اجتماعی، در فهرست نوجوانان تأثیرگذار جهان قرار داد. در سال ۲۰۱۷، جنر به فهرست ۱۰۰ سلبریتی برتر فوربز راه یافت و به جوان‌ترین فردی تبدیل شد که در این فهرست حضور داشته است.
ثروت جنر و پوشش آن در مجله فوربز در گذشته منبع جنجال بوده است. در سال ۲۰۱۹، این مجله ارزش خالص دارایی جنر را یک میلیارد دلار آمریکا تخمین زد و او را در سن ۲۱ سالگی جوان‌ترین میلیاردر «خودساخته» جهان نامید؛ اما مفهوم خودساختگی جنر بحث‌برانگیز بوده است. در مه ۲۰۲۰، فوربز بیانیه‌ای منتشر کرد و جنر را به جعل اسناد مالیاتی متهم کرد تا به نظر برسد که او میلیاردر است.

## خانواده

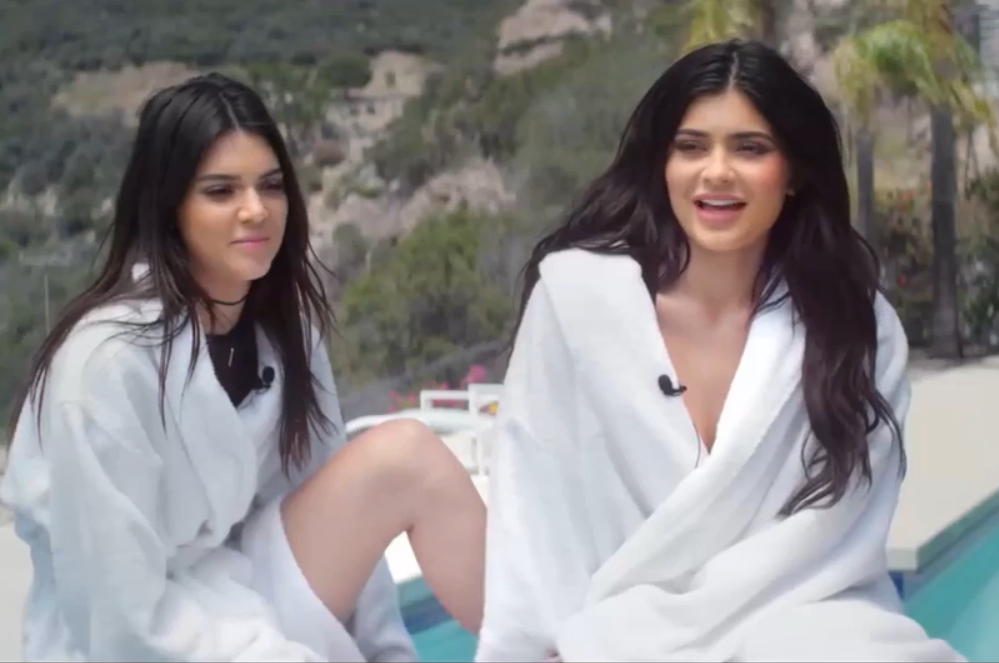
کایلی و خواهرش کندال جنر

کایلی، کوچک‌ترین فرزند کیتلین جنر (با نام پیشین بروس جنر) برنده بازی‌های المپیک تابستانی ۱۹۷۶ و کریس جنر بازیگر تلویزیونی است. خواهر بزرگتر کایلی، کندال جنر است. او از طرف مادر، سه خواهر ناتنی به نام‌های کورتنی کارداشیان، کیم کارداشیان و کلویی کارداشیان و یک برادر ناتنی به نام راب کارداشیان دارد. همچنین از طرف پدر، سه برادر ناتنی به نام‌های برودی جنر، براندون جنر و برت جنر و دو خواهر ناتنی به نام‌های کیسی جنر و کاساندارا مارینو دارد.
کایلی در سال ۲۰۱۵ با مدرک دیپلم از دبیرستان «لارل اسپیرینگز» از رشته علوم فرامحیطی فارغ‌التحصیل شد و بعد ترک تحصیل کرد

## برندهای تجاری

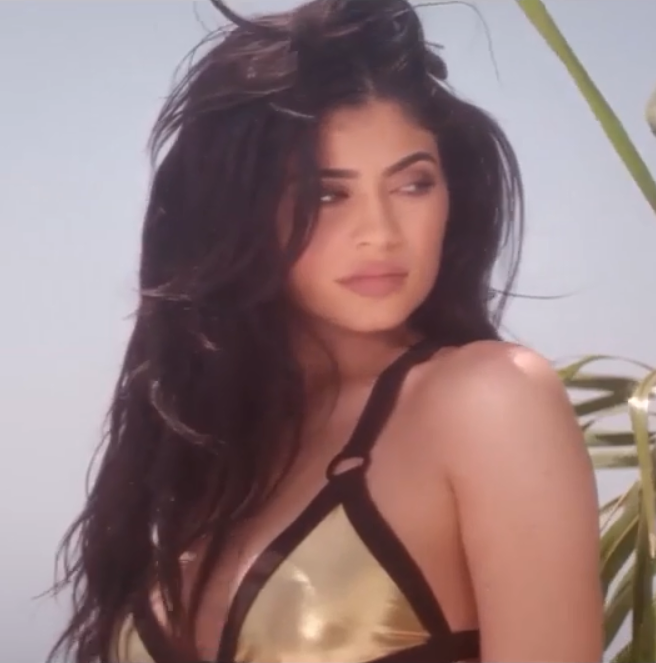
کایلی جنر در پشت صحنه

کایلی صاحب یک برند آرایشی به نام کایلی کازمتیک هست
کایلی صاحب دو برند لاک ناخن به نام‌های Wear Something Spar-kylie و Rainbow in the S-kylie است. او در نوامبر ۲۰۱۳ از هر کدام از این برندها ۱۰۰٫۰۰۰ دلار به‌دست‌آورد.
در فوریه ۲۰۱۳، کایلی با نام تجاری لباس «پکسان» (PacSun) و همراه با خواهرش کندال، برند «کندال و کایلی» (Kendall & Kylie) را بنیان‌گذاری کردند.
در ژوئیه ۲۰۱۳ خواهران جنر سهامدار جواهرات Pascal Mouawad's Glamhous و در فوریه ۲۰۱۴ جزو سهامداران برند کیف و کفش Steve Madden's Madden Girl شدند.
از اکتبر ۲۰۱۴ کایلی همچنین سهامدار «بِلامی هر»، برند محصولات اکستنشن مو و برس، و از فوریه ۲۰۱۵ سفیر برند «نیپ + فب» است.
در ماه ژوئن ۲۰۱۵ کایلی و کندال خط تولید خود را با نام «کندال + کایلی» راه‌اندازی کردند.

## خیریه

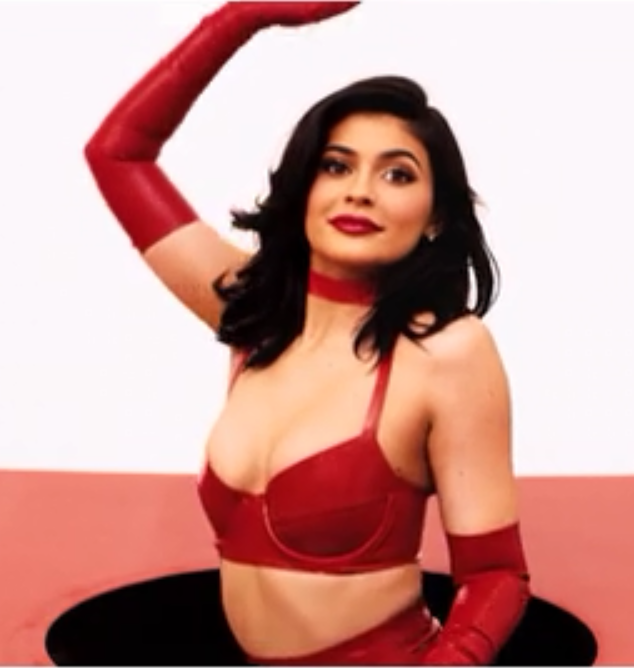
مجله Complex با همکاری کایلی جنر در سال ۲۰۱۷

کایلی جنر در سال ۲۰۱۳ با به مزایده گذاشتن لباس‌های قدیمی در وبگاه ای‌بی به کودکان بیمارستان لس‌آنجلس کمک کرد. خواهران جنر و کارداشیان‌ها از این راه ۲۷٬۶۸۲٫۹۶ دلار آمریکا جمع‌آوری کردند و به کودکان بیمارستان اهدا کردند.
در تاریخ ۱۰ نوامبر ۲۰۱۳، جنر به همراه بقیه اعضای خانواده اش در بنیاد خیریهٔ فروش حیاط شرکت کردند و درآمد حاصل را به کودکان گرسنه اختصاص دادند.
در ۱۹ ژانویه ۲۰۱۴، کایلی به همراه خواهرانش کلویی و کندال و لیل تویست (رپر آمریکایی) به خیریهٔ بازی بولینگ پیوستند. او همچنین در مراسم بنیاد خیریهٔ رابین هود شرکت و بیش از یک میلیون دلار جمع‌آوری کرد.
خواهران جنر در خیریهٔ مشهور کیک‌بال در گلندیل کالیفرنیا به همراه کریس براون (خوانندهٔ آمریکایی) شرکت کردند.

## زندگی شخصی
در فوریه سال ۲۰۱۵ جنر عمارت مجللی به قیمت ۲٬۷۰۰٬۰۰۰ دلار در کالیفرنیا خرید و بعد از تولد ۱۸ سالگی به آنجا نقل مکان کرد.
در سال ۲۰۱۵ کایلی به دلیل قرار گذاشتن با تایگا مورد انتقاد شدید قرار گرفت و این جنجال به دلیل اختلاف سنی بین کایلی و تایگا بود. این دو در سال ۲۰۱۷ از هم جدا شدند.
در آوریل ۲۰۱۷ جنر با تراویس اسکات (خوانندهٔ رپ) وارد رابطهٔ دوستی شد. این زوج در فوریهٔ سال ۲۰۱۸ صاحب دختری به نام استورمی وبستر شدند. این دو در فوریهٔ ۲۰۲۲ صاحب فرزند دیگری شدند. در ژانویه ۲۰۲۳ اعلام شد که این دو از هم جدا شده‌اند.
جنر از آوریل ۲۰۲۳، با بازیگر فرانسوی-آمریکایی تیموتی شالامی در رابطه است.

## ثروت شخصی
فوربز در ژوئیه ۲۰۱۸ اعلام کرد که ثروت شخصی کایلی جنر ۹۰۰ میلیون دلار می‌باشد. جنر در آن هنگام به عنوان «جوان‌ترین میلیونر خودساخته» شناخته شد. او در سال ۲۰۱۹، با شکستن رکورد مارک زاکربرگ، عنوان «جوان‌ترین ثروتمند خودساخته جهان» را کسب کرد. جنر با بیش از یک میلیارد دلار دارایی، در «فهرست ثروتمندترین افراد جهان» قرار گرفت.
کسب عنوان «خودساخته» از مجله فوربز مورد انتقاد قرار گرفت؛ به این دلیل که خانواده جنر از جمله پدر و مادر او، از پیش ثروتمند بوده‌اند.